# Єнбек (Жанакорганський район)
Єнбе́к (каз. Еңбек) — село у складі Жанакорганського району Кизилординської області Казахстану. Входить до складу Сунакатинського сільського округу.
У радянські часи село називалось Участок № 9 Єкпінді.
Населення — 555 осіб (2021; 640 у 2009, 427 у 1999, 506 у 1989).